# Acianthera muscicola
Acianthera muscicola es una especie de orquídea epifita originaria de Minas Gerais, Brasil. 

## Descripción
Es una orquídea cespitosa de crecimiento, con tallos cortos cubiertos con envolturas en la base. La inflorescencia es generalmente más corta que las hojas, con flores más o menos carnosas y pubescentes.

## Taxonomía
Acianthera muscicola fue descrita por (Barb.Rodr.) Pridgeon & M.W.Chase y publicado en Lindleyana 16(4): 245. 2001.
Etimología
Acianthera: nombre genérico que es una referencia a la posición de las anteras de algunas de sus especies.
muscicola: epíteto latino que significa "como moscas".
Sinonimia
- Humboltia mosenii (Rchb.f.) Kuntze
- Lepanthes muscicola (Barb.Rodr.) Barb.Rodr.
- Pleurothallis mosenii Rchb.f.
- Pleurothallis muscicola Barb.Rodr.[4][5]